# Cutibacterium acnes
Cutibacterium (Propionibacterium) acnes é uma espécie de bactéria anaeróbio Gram-positivo do gênero Corynebacterium tipicamente aerotolerante, de crescimento relativamente lento, que se alimenta da secreção produzida pelas glândulas sebáceas e que quando em contacto com os poros epiteliais promove a inflamação dos folículos pilosos, causando lesões vulgarmente conhecidas como "espinhas" ou acne. O genoma da bactéria foi sequenciado  e um estudo mostrou diversos genes que podem gerar enzimas degradantes para a pele e as proteínas que podem ser imunogênicas (ativar o sistema imunológico).
Esta bactéria é largamente encontrada na microbiota (flora) da pele presente na pele da maioria das pessoas, e vive em ácidos graxos nas glândulas sebáceas em sebo secretado por poros. Também pode ser encontrada em todo o trato gastrintestinal em humanos e muitos outros animais. Sua denominação advém da capacidade que possui de gerar ácido propiônico composto importante para sua sobrevivência.